# Amt Brake
Das Amt Brake war ein Verwaltungsbezirk des Großherzogtums Oldenburg und des späteren Freistaates Oldenburg. Der Sitz des Amtes befand sich in der Stadt Brake. Die Funktion der oldenburgischen Ämter entsprach weitgehend der Funktion der Landkreise im übrigen Deutschen Reich.

## Geschichte
Das Amt Brake wurde im Rahmen der oldenburgischen Verwaltungsreform von 1814 gegründet und umfasste zunächst Brake, Hammelwarden und Strückhausen. Im Norden grenzte das Amt Brake an das ebenfalls 1814 eingerichtete Amt Rodenkirchen. 1858 entstand aus dem Amt Rodenkirchen das ähnlich abgegrenzte Amt Ovelgönne. Gleichzeitig gab das Amt Brake Strückhausen an das neue Amt Ovelgönne ab und erhielt Golzwarden vom aufgelösten Amt Rodenkirchen. 1879 wurden die Gemeinden Dedesdorf, Ovelgönne, Rodenkirchen, Schwei und Strückhausen aus den aufgelösten Ämtern Landwürden und Ovelgönne in das Amt Brake eingegliedert.
Bei der Verwaltungsreform von 1933 wurde das Amt Brake aufgelöst und ging vollständig im Amt Wesermarsch auf, das 1939 zum Landkreis Wesermarsch wurde.

## Einwohnerentwicklung
| Amt Brake | 1890   | 1900   | 1910   | 1925   |
| --------- | ------ | ------ | ------ | ------ |
| Einwohner | 17.469 | 17.938 | 19.366 | 19.843 |

## Gemeinden
Das Amt Brake umfasste zuletzt acht Gemeinden (Stand 1. Dezember 1910):
| Gemeinde     | Einwohner |
| ------------ | --------- |
| Brake        | 5367      |
| Dedesdorf    | 1402      |
| Golzwarden   | 2198      |
| Hammelwarden | 2815      |
| Ovelgönne    | 551       |
| Rodenkirchen | 2481      |
| Schwei       | 1855      |
| Strückhausen | 2697      |